# Adam Dąbrowski (wojskowy)
Adam Zbigniew Dąbrowski pseud.: Puti, Tunel”(ur. 23 czerwca 1921 w Czerniowcach (Rumunia obecnie Ukraina), zm. 4 września 1944 w Warszawie) – podporucznik piechoty Polskich Sił Zbrojnych, Armii Krajowej, uczestnik kampanii francuskiej, norweskiej, Powstania Warszawskiego, cichociemny. Znajomość języków: niemiecki, angielski, rumuński, ruski, ukraiński. Zwykły Znak Spadochronowy nr 3095.

## Życiorys
Był synem Bronisława i Józefy (Zofii) z domu Michowicz. We wrześniu 1939 roku był uczniem pierwszej klasy Liceum im. Króla Kazimierza Jagiellończyka w Kołomyi. Nie został zmobilizowany, ze względu na wiek. 21 września 1939 roku przekroczył granicę polsko-rumuńską. Od 1 listopada 1939 we Francji, w Camp de Coëtquidan wstąpił do Polskich Sił Zbrojnych, przydzielony do 2 Pułku Grenadierów Wielkopolskich. Od lutego 1940 przydzielony do Samodzielnej Brygady Strzelców Podhalańskich, od 22 kwietnia 1940 uczestnik kampanii norweskiej,brał udział w bitwie o Narvik. Od 15 czerwca 1940 ponownie we Francji.
Od 21 czerwca 1940  w Wielkiej Brytanii, wstąpił do Polskich Sił Zbrojnych na Zachodzie pod dowództwem brytyjskim, przydzielony do Batalionu Strzelców Podhalańskich. Od 21 maja do 31 grudnia 1942 w Szkole Podchorążych Piechoty, do kwietnia uczestnik kursu przeciwgazowego przy 1 Brygadzie Strzelców, następnie w listopadzie uczestnik kursu motorowego przy 16 Brygadzie Pancernej. Od 17 maja 1943 na stażu w oddziałach brytyjskich.
Zgłosił się do służby w kraju. Przeszkolony ze specjalnością w dywersji na kursach specjalnych dla kandydatów na cichociemnych, m.in. dywersji, spadochronowym, sabotażu przemysłowego (STS 17, Brickendonbury Manor),  STS 23A, łączności „Eureka-Rebeka”  (STS 40), walki konspiracyjnej, odprawowym (STS 43, Audley End) i in. Zaprzysiężony na rotę ZWZ/AK 23 września 1943 w Chicheley przez szefa Oddziału VI (Specjalnego) Sztabu Naczelnego Wodza, awansowany na stopień kaprala podchorążego ze starszeństwem od 1 stycznia 1944. Przerzucony na stację wyczekiwania Głównej Bazy Przerzutowej w Latiano nieopodal Brindisi we Włoszech.
Skoczył do Polski ze spadochronem w nocy 4/5 maja 1944 w operacji lotniczej „Weller 26”, z samolotu Liberator BZ-965 „S” (1586 Eskadra PAF) na placówkę odbiorczą „Szczur”  221, (kryptonim polski, brytyjskie oznaczenie numerowe pinpoints), 31 km od Janowa Lubelskiego, w okolicy wsi Wola Gałęzowska pod Bychawą.  Razem z nim skoczyli: ppor. Andrzej Prus-Bogusławski, ppor. Adam Krasiński, kpt. Jan Walter, por. Alfred Whitehead, ppor. Józef Zając. Po skoku został przypadkowo ranny i przez pewien czas był leczony. Zrzut w całości przyjął oddział partyzancki AK dowodzony przez ppor. Aleksandra Sarkisowa ps. Szaruga. 
W powstaniu warszawskim walczył jako oficer dyspozycyjny oraz dowódca 3 plutonu w oddziale osłonowym Kwatery Głównej Komendy Okręgu Warszawa, dowodzonym przez cichociemnego por. Ludwika Witkowskiego ps. Kosa. Poległ 4 września 1944 wraz z całą swoją placówką zasypany w gmachu PKO w Warszawie przy ul. Jasnej.

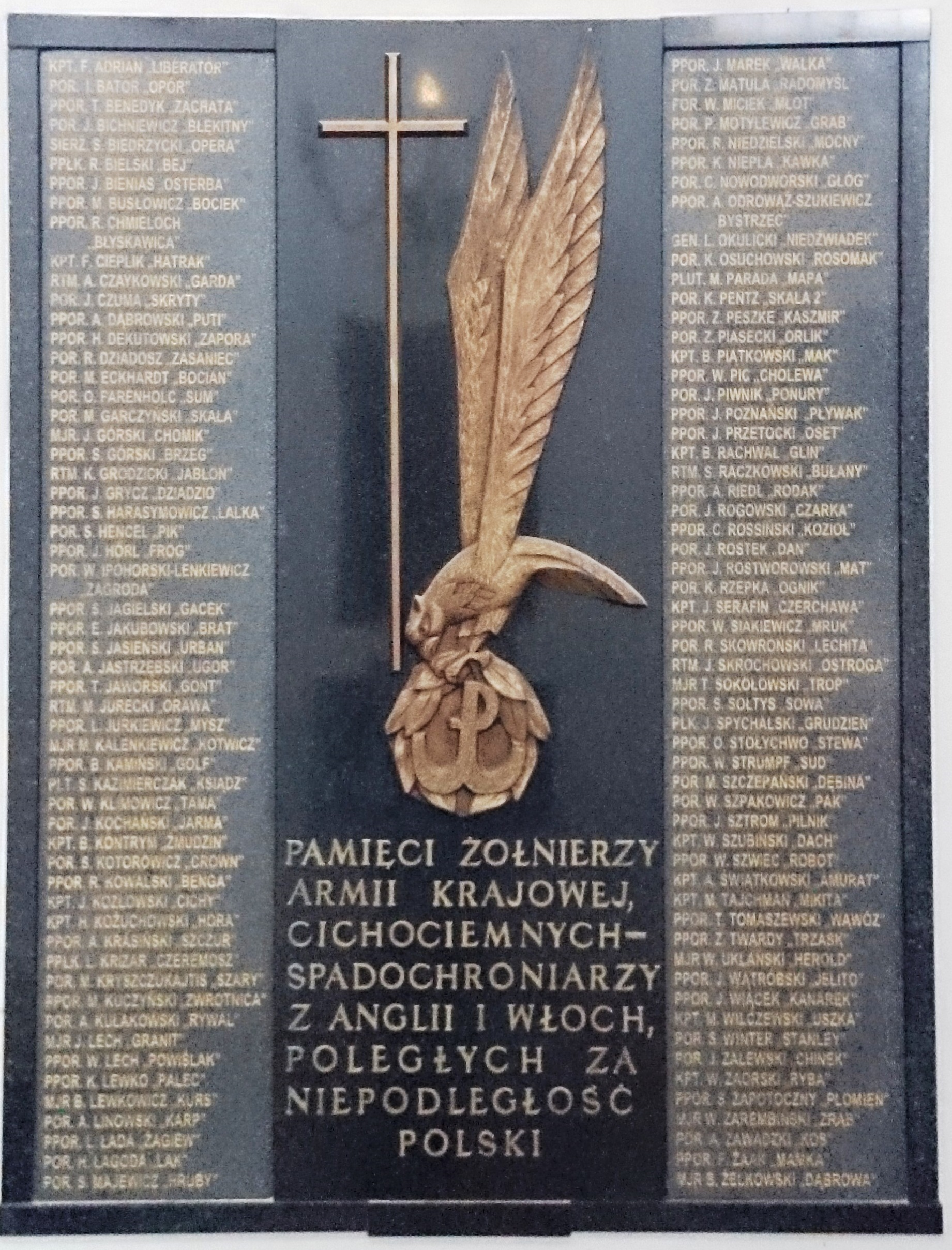
Tablica w kościele św. Jacka w Warszawie, upamiętniająca poległych cichociemnych, w tym Adama Dąbrowskiego

## Awanse
- starszy strzelec podchorąży – ze starszeństwem od 20 marca 1940
- kapral podchorąży - ze starszeństwem od 1 stycznia 1944
- podporucznik – 5 maja 1944[3]

## Odznaczenia
- Krzyż Walecznych – czterokrotnie.

## Upamiętnienie
W lewej nawie kościoła św. Jacka przy ul. Freta w Warszawie odsłonięto w 1980 roku tablicę Pamięci żołnierzy Armii Krajowej, cichociemnych – spadochroniarzy z Anglii i Włoch, poległych za niepodległość Polski. Wśród wymienionych 110 poległych cichociemnych jest Adam Dąbrowski.